# Elizabeth Holmes
Elizabeth Anne Holmes (Washington, D.C., 3 de fevereiro de 1984) é uma ex-empresária estadunidense da área da biotecnologia. Em 2022, Holmes foi condenada por fraude criminal a 11 anos de prisão.

## Primeiros anos
Elisabeth Holmes é filha de Christian Rasmus Holmes IV, que foi vice-presidente da Enron, empresa de energia que mais tarde foi à falência, em meio a um escândalo envolvendo fraude contábil. Mais tarde ele ocupou cargos executivos em agências governamentais, como a USAID, a EPA e a USTDA. Christian Holmes é de ascendência dinamarquesa e húngara. Seu bisavô Charles Louis Fleischmann era um imigrante judeu húngaro e fundou a empresa Fleischmann, de produção de fermento. Sua mãe, Noel Anne (nascida Daoust), trabalhou como funcionária de comissão do Congresso.
Elisabeth chegou a ingressar na Universidade Stanford, como estudante de engenharia química, mas saiu pouco tempo depois para criar a sua própria start-up.

## Os anos Theranos
Em 2003, aos 19 anos de idade, fundou o laboratório Theranos de exames de sangue, tornando-se sua diretora executiva. Em 2015, foi incluída na lista das cem pessoas mais influentes do mundo, segundo a revista Time.
Mas já em 2015, surgiram indícios e múltiplas acusações de fraude no "revolucionário" processo de exames de sangue da Theranos, e tudo mudou depois que o repórter John Carreyrou, do Wall Street Journal, publicou uma série de reportagens expondo as deficiências e as imprecisões das técnicas empregadas na Theranos. 
Segundo as revelações de Carreyrou - que mais tarde escreveria o livro Bad Blood - Fraude Bilionária no Vale do Silício - , os pacientes estavam recebendo resultados imprecisos de testes relacionados com HIV, câncer e abortos espontâneos. 
Pouco tempo depois, a revista Forbes rebaixou o valor do patrimônio de Elisabeth Holmes, de 4,5 bilhões de dólares para zero, e também reduziu o valor da Theranos, de USD 9 bilhões para USD 800 milhões. Em 2019, a Fortune incluiu Holmes na lista dos 19 líderes mais decepcionantes do mundo.
Em 2018, Elizabeth Holmes e seu principal parceiro, Ramesh "Sunny" Balwani, ex-diretor da Theranos, foram acusados de "fraude massiva" pela Comissão de Títulos e Câmbio dos Estados Unidos (SEC, na sigla em inglês), o que levou à dissolução da empresa. Holmes e Balwani foram indiciados e processados por lesar pacientes e investidores, mediante falsas afirmações sobre a capacidade de seu aparelho - denominado Edison, uma espécie de minilaboratório de análises clínicas - de processar centenas de tipos de exames, usando apenas algumas gotas de sangue do paciente. Na ocasião, Holmes fez um acordo com a comissão e concordou em pagar USD 500.000. Mas outras acusações viriam à tona posteriormente, culminando no julgamento iniciado em julho de 2021.
Finalmente, em 3 de janeiro de 2022, o júri considerou-a culpada de quatro das 11 acusações de fraude e conspiração que pesavam contra ela. Foi condenada a 11 anos de prisão.

### Fake it until you make it
A partir de suas ligações familiares com o ex-secretário de Estado George P. Shultz, Holmes conseguiu vender sua ideia a outras importantes personalidades do mundo dos negócios e da política dos Estados Unidos, tais como o magnata da mídia Rupert Murdoch, o ex-secretário de Estado Henry Kissinger, o ex-secretário da Defesa James Mattis, entre muitos outros. Embora todos estivessem na lista de testemunhas, nenhum deles foi convocado pela defesa de Holmes, cujo argumento principal era que ela realmente acreditava na Theranos e no projeto, mas falhou. 
O caso Theranos repercutiu nos Estados Unidos não só por levar ao banco dos réus uma recente celebridade do mundo da tecnologia mas também por colocar na berlinda os valores em que se baseia a cultura dos empreendedores do Vale do Silício, os quais raramente são levados a tribunais, sob acusações de fraude. De fato, um dos clichês mais repetidos no mundo das empresas high tech é fake it until you make it ("falsifique até conseguir"), ou seja, a receita do sucesso seria, em primeiro lugar, assumir o papel de "visionário" capaz de "quebrar paradigmas" e defender a sua proposta até convencer as pessoas a investir grandes somas de dinheiro no negócio, na crença de que se trate de uma espécie de cornucópia, ainda que não haja qualquer evidência concreta nesse sentido.Atualmente cumpre pena na Federal Prison Camp em Bryan, Texas.